# Stanislav Řezáč

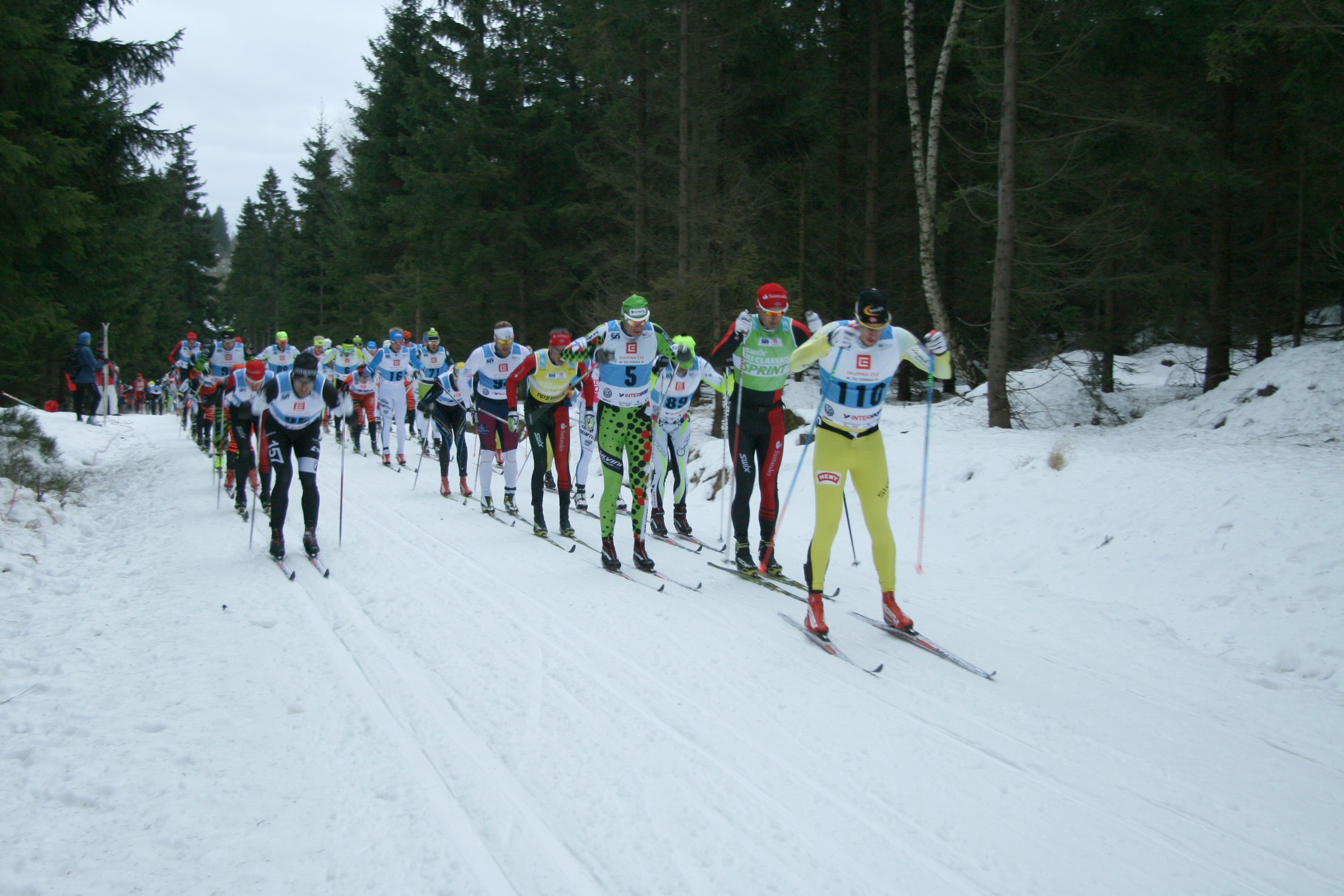
Stanislav Řezáč (č. 5) krátce po startu v čele Jizerské padesátky 2015

Stanislav Řezáč (* 29. dubna 1973 Jablonec nad Nisou) je český sportovec, běžec na lyžích, specialista na běhy na dlouhé vzdálenosti.

## Přehled sportovních úspěchů
- 2000 Jizerská padesátka, Bedřichov, 1. místo[1]
- 2001 Jizerská padesátka, Bedřichov, 1. místo[1]
- 2002 Kangaroo Hoppet, Falls Creek (Austrálie), 1. místo
- 2003 Jizerská padesátka, Bedřichov, 2. místo[2]
- 2003 Vasaloppet, Švédsko, 3. místo
- 2003 FIS Marathon Cup, celkově, 2. místo
- 2003 Marcialonga 2003, 60 km, Itálie, 2. místo[3]
- 2004 Závod Worldloppet, Oberammergau (Německo), 50 km klasicky, 1. místo
- 2004 Závod Worldloppet, Quebec (Kanada), 50 km klasicky, 1. místo
- 2004 Závod Worldloppet, Birkebeiner (USA), 50 km klasicky, 2. místo
- 2004 FIS Marathon Cup, celkově, 3. místo
- 2005 Marcialonga 2005, 70 km, Itálie, 1. místo[3]
- 2006 Závod Worldloppet, Oberammergau (Německo), 50 km klasicky, 1. místo
- 2006 Vasaloppet, 4. místo
- 2009 Vasaloppet, Švédsko, 3. místo
- 2010 Vasaloppet, Švédsko, 3. místo[4]
- 2011 Vasaloppet, Švédsko, 2. místo[5]
- 2011 Birkebeinerrennet, Norsko, 1. místo[6]
- 2011 World Classics Champion, 1. místo
- 2012 Jizerská padesátka, Bedřichov, 1. místo[7]
- 2012 Marcialonga 2012, 70 km, Itálie, 3. místo[3]
- 2012 König Ludwig Lauf, 50 km klasicky, 1. místo
- 2012 Vasaloppet, Švédsko, 3. místo
- 2012 Swix Ski Classics celkově 2. místo
- 2013 Marcialonga, 2. místo
- 2013 Swix Ski Classics celkově 3. místo
- 2014 Årefjällsloppet, Švédsko, 2. místo
- 2014 Swix Ski Classics celkově 4. místo
- 2020 Dolomitenlauf, Švýcarsko, 3. místo[8]
- 2020 Mistrovství České republiky v běhu na kolečkových lyžích, 1. místo[9]

### Ankety a ocenění
- 2012 Král bílé stopy – nejlepší lyžař České republiky

## Média
V roce 2011 upoutal pozornost veřejnosti svým rozhovorem pro televizní vysílání po úspěchu v norském Birkebeinerrennetu, kdy smíchal tři jazyky. Zaujal jeho výraz „šůšn“, který byl diváky brán jako zkomolenina nějakého anglického slova. Ve skutečnosti se ale jednalo o název norské vesnice Sjusjøen.